# NGC 1687
NGC 1687 ist eine Balken-Spiralgalaxie vom Hubble-Typ SBab mit ausgedehnten Sternentstehungsgebieten im Sternbild Caelum am Südsternhimmel. Sie ist schätzungsweise 238 Millionen Lichtjahre von der Milchstraße entfernt und hat einen Durchmesser von etwa 100.000 Lichtjahren. 
Das Objekt wurde am 8. Januar 1836 von dem Astronomen John Herschel entdeckt.